# Pingtang
För andra betydelser, se Pingtang (olika betydelser).
Pingtang är ett härad i Qiannan, en autonom prefektur för buyei- och miao-folken i Guizhou-provinsen i sydvästra Kina
Här finns Five hundred meter Aperture Spherical Telescope, världens största radioteleskop. 